# FS Весов
FS Весов (лат. FS Librae) — одиночная переменная звезда в созвездии Весов на расстоянии (вычисленном из значения параллакса) приблизительно 2174 световых лет (около 667 парсеков) от Солнца. Видимая звёздная величина звезды — от более +20,2m до +15,1m.

## Характеристики
FS Весов — красная пульсирующая переменная звезда, мирида (M) спектрального класса M8,1-M9 или M8/9.